# KBS Drama Awards
Les KBS Drama Awards (hangeul : KBS 연기대상 ; RR : KBS Yeon-gi Daesang) sont une cérémonie de remise des prix décernés par Korean Broadcasting System (KBS) pour ses dramas coréen. Il a lieu chaque année le 31 décembre. La plus grande distinction est le Grand Prix (hangeul : 대상 ; RR : Daesang), décerné au meilleur acteur ou à la meilleure actrice de l'année.

## Catégories
- Grand prix (대상), la plus haute distinction de la cérémonie ;
- Prix de la meilleure interprétation (최우수상) ;
- Prix d'excellence en interprétation (우수상) ;
- Meilleur acteur/actrice dans un second rôle (조연상) ;
- Meilleur nouvel(le) acteur/actrice (신인연기상) ;
- Meilleur jeune acteur/actrice (청소년 연기상) ;
- Meilleur(e) acteur/actrice dans un court drama/spécial drama (단막극집상) ;
- PD Award : décerné au meilleur acteur ou actrice par les réalisateurs de télévision ;
- Prix du meilleur scénariste (작가상) ;
- Prix spécial (특별상) ;
- Prix de réalisation (공로상) ;
- Prix de la popularité (인기상) ;
- Prix de l'internaute (네티즌상) : décerné à l'acteur/l'actrice ayant obtenu le plus de votes sur le site de KBS ;
- Prix du meilleur couple (베스트 커플상) : décerné au meilleur couple ayant obtenu le plus de votes sur le site de KBS.

## Grand prix (대상)
- 1987 : Im Dong-jin (en) : The Land (토지)
- 1988 : Ban Hyo-jung (en) : The Land (토지)
- 1989 : Go Doo-shim (en) : Fetters of Love (사랑의 굴레)
- 1990 : Yu In-chon (en) : Ambitious Times (야망의 세월)
- 1991 : Lee Nak-hoon (en) : Yesterday's Green Grass (옛날의 금잔디)
- 1992 : Oh Hyun-kyung (en) : TV's The Art of War (TV 손자병법)
- 1993 : Ha Hee-ra (en) : The Break of Dawn (먼동)
- 1994 : Lee Deok-hwa (en) : Ha Myung-Hoi (한명회)
- 1995 : Na Moon-hee (en) : Even If the Wind Blows (바람은 불어도)
- 1996 : Kang Boo-ja (en) : Men of the Bath House (목욕탕집 남자들)
- 1997 : Yoo Dong-geun (en) : Tears of the Dragon (용의 눈물)
- 1998 : Choi Soo-jong (en) : Legendary Ambition (야망의 전설)
- 1999 : Chae Shi-ra (en) : The King and the Queen (왕과 비)
- 2000 : Kim Yeong-cheol : Taejo Wang Geon (태조 왕건)
- 2001 : Choi Soo-jong (en) : Taejo Wang Geon (태조 왕건)
- 2002 : Yoo Dong-geun (en) : Empress Myeongseong (명성황후)
- 2003 : Kim Hye-su : Jang Hui-Bin (장희빈)
- 2004 : Go Doo-shim (en) : More Beautiful Than a Flower (꽃보다 아름다워)
- 2005 : Kim Myung-min : Immortal Admiral Yi Sun-sin (불멸의 이순신)
- 2006 : Ha Ji-won : Hwang Jini (황진이)
- 2007 : Choi Soo-jong (en) : Dae Yo Yeong (대조영)
- 2008 : Kim Hye-ja : Mom's Dead Upset (엄마가 뿔났다)
- 2009 : Lee Byung-hun : IRIS (아이리스)
- 2010 : Jang Hyuk : The Slave Hunters (추노)
- 2011 : Shin Ha-kyun : Brain (브레인)
- 2012 : Kim Nam-joo (en) : My Husband Got a Family (넝쿨째 굴러온 당신)
- 2013 : Kim Hye-su : Queen of the Office (직장의 신)
- 2014 : Yoo Dong-geun (en) : What Happens to My Family ? (가족끼리 왜 이래)
- 2015 : Kim Soo-hyun : The Producers (프로듀사)
- 2015 : Go Doo-shim (en) : The Virtual Bride (별난 며느리), All About My Mom (부탁해요, 엄마)[1],[2]
- 2016 : Song Joong-ki et Song Hye-kyo : Descendants of the Sun (태양의 후예)
- 2017 : Kim Yeong-cheol : My Father is Strange (아버지가 이상해)
- 2017 : Chun Ho-jin (en) : My Golden Life (황금빛 내 인생)
- 2018 : Yoo Dong-geun (en) : Marry Me Now (같이 살래요)
- 2018 : Kim Myung-min : The Miracle We Met (우리가 만난 기적)
- 2019 : Gong Hyo-jin : When The Camelia Blooms (동백꽃 필 무렵)
- 2020 : Chun Ho-jin (en) : Once Again (한 번 다녀왔습니다)
- 2021 : Ji Hyun-woo (en)[3] : Young Lady and Gentleman (신사와 아가씨)
- 2022 : Joo Sang-wook (en) : The King of Tears, Lee Bang-Won (태종 이방원)
- 2022 : Lee Seung-gi : The Law Cafe (법대로 사랑하라)[4]
- 2023 : Choi Soo-jong (en) : Korea–Khitan War (고려 거란 전쟁)
- 2024 : Lee Soon-jae (en) : Dog Knows Everything (en) (개소리)

## Meilleure interprétation masculine
- 1987 : Jung Han-yong (en) : Door of Desire
- 1988 : Kim Sung-gyeom (ko) : Sky Sky
- 1989 : Roh Joo-hyun (en) : Bridle of Love
- 1990 : Seo In-seok (en) : Days of the Dynasty, Steooing Stone, TV's The Art of War
- 1991 : Kim Yeong-cheol : The Royal Way
- 1992 : Oh Ji-myung (ko) : Older Brother
- 1993 : Kim Jin-tae (en) : The Break of Dawn
- 1994 : Kim Se-yeon (ko) : Daughter of a Rich Family
- 1995 : Yoo Dong-geun (en) : Jang Nok-su
- 1996 : Choi Soo-jong (en) : First Love (첫사랑)
- 1997 : Kim Mu-saeng (en) : Tears of the Dragon (용의 눈물)
- 1997 : Seo In-seok : Because I Really
- 1998 : Im Dong-jin (en) : The King and Queen, Paper Crane
- 1999 : Shin Goo (en) : School 1
- 2000 : Park Geun-hyung (en) : Tough Guy's Love
- 2001 : Seo In-seok (en) : Emperor Wang Geon / Taejo Wang Geon (태조 왕건)
- 2002 : Bae Yong-joon : Winter Sonata (겨울연가) - Kim Sang-joong : The Dawn of the Empire (제국의 아침)
- 2003 : Cha Seung-won : Bodygard (보디가드) - Kim Ho-jin : Yellow Handkerchief
- 2004 : Ahn Jae-wook (en) : Oh Feel Young (오!필승 봉순영)
- 2005 : Choi Soo-jong (en) : Emperor of the Sea (해신)
- 2006 : Ryu Soo-young (en) : Seoul 1945 (서울 1945) - Shin Goo : Hearts of Nineteen (열아홉 순정)
- 2007 : Lee Deok-hwa (en) : Dae Jo-yeong (대조영)
- 2008 : Song Il-kook (en) : The Kingdom of the Winds / The Land of Wind (바람의 나라)
- 2009 : Son Hyun-joo (en) : My too Perfect Sons (솔약국집 아들들)
- 2010 : Kim Kap-soo (en) : Cinderella's Stepsister (신데렐라 언니), Sungkyunkwan Scandal (성균관 스캔들) et The Slave Hunters (추노)
- 2011 : Park Si-hoo (en) : The Princess' Man (공주의 남자)
- 2012 : Song Joong-ki : The Innocent Man (세상 어디에도 없는 착한 남자)
- 2012 : Yoo Jun-sang : My Husband Got a Family (넝쿨째 굴러온 당신)
- 2013 : Ji Sung : Secret Love (비밀) - Joo Won : Good Doctor (굿 닥터)
- 2014 : Jo Jae-hyun : Jeong Do-jeon (정도전)
- 2015 : So Ji-sub : Oh My Venus (오 마이 비너스)
- 2016 : Park Shin-yang : My Lawyer, Mr. Jo (동네변호사 조들호)
- 2016 : Park Bo-gum : Love in the Moonlight (구르미 그린 달빛)
- 2017 : Namkoong Min (en) : Good Manager (김과장)
- 2018 : Choi Soo-jong (en) : My Only One (하나뿐인 내편)
- 2018 : Cha Tae-hyun : Matrimonial Chaos (최고의 이혼)
- 2019 : Kang Ha-neul : When the Camellia Blooms (동백꽃 필 무렵)
- 2019 : Yoo Jun-sang : Liver or Die (왜그래 풍상씨!)
- 2020 : Park In-hwan (en) : Brilliant Heritage (기막힌 유산)
- 2020 : Jeong Bo-seok (en) : Homemade Love Story (오! 삼광빌라!)
- 2021 : Cha Tae-hyun : Police University (경찰수업)
- 2021 : Lee Do-hyun : Youth of May (오월의 청춘)
- 2022 : Kang Ha-neul : Curtain Call (커튼콜)
- 2022 : Doh Kyung-soo / D.O. : Bad Prosecutor (진검승부)
- 2023 : Kim Dong-jun : Korea–Khitan War (고려 거란 전쟁)
- 2023 : Rowoon : The Matchmakers (혼례대첩)